# Крістіан Бах
Адела Крістіан Бах Боттіно (ісп. Adela Christian Bach Bottino; 9 травня 1959, Буенос-Айрес — 26 лютого 2019, Мехіко) — аргентинська і мексиканська акторка та продюсерка.

## Життєпис
Народилась 9 травня 1959 року у Буенос-Айресі. Її матір'ю була аргентинка Адела Адамова Боттіно, прима-балерина Театру Колумба, яка виступала також на сцені Паризької Опери та міланського Ла Скала. Бабуся по материнській лінії була російською танцюристкою з трупи Большого театру, тож Крістіан Бах з дитинства займалася танцями. По закінченні школи вступила на юридичний факультет Університету Буенос-Айреса. Під час навчання отримала пропозицію знятися в невеликій ролі в одному з аргентинських серіалів, після чого зіграла більш значну роль у фільмі «Бригада в дії» (1977).
1979 року, отримавши диплом юриста, Крістіан Бах переїхала до Мексики з наміром продовжувати акторську кар'єру, й одразу почала зніматися в невеликих ролях в кіно та на телебаченні. У тому ж році отримала другорядну роль у теленовелі «Багаті теж плачуть» з Веронікою Кастро та Рохеліо Герра (вона зіграла Джоанну Сміт, танцюристку, матір прийомної дочки головних героїв, роль якої виконувала 14-річна Едіт Гонсалес). Наступною акторською удачею стала роль Консуело Санчес Фуентес в теленовелі «Соледад» з Лібертад Ламарке у головній ролі. Свою першу головну роль Крістіан Бах зіграла у теленовелі «Весілля ненависті» (1983—1984).
1986 року вступила у шлюб з мексиканським актором Умберто Суріта, з яким зіграла у теленовелі «Єдинокровка». У шлюбі народила двох синів — Себастьяна та Еміліано.
1995 року з чоловіком заснувала продюсерська компанію ZuBa Producciones, після чого залишила компанію Televisa та перейшла на TV Azteca. Найуспішнішими їхніми продюсерськими роботами стали теленовели «Вовчиця» (1997), в якій акторка зіграла сестер-близнючок, а також «Асуль Текіла» (1998).
Припинивши на 9 років свою акторську кар'єру, Крістіан Бах повернулася на екран в теленовелі «Вкрадені життя» (2010) виробництва Tv Azteca. 2013 року отримала дві премії Tu Mundo Awards за роль Антонії Герра у серіалі «Шефиня». 2014 року з'явилася у серіалі «Самозванка» виробництва Telemundo, де також зіграв її син Себастьян.
Крістіан Бах померла 26 лютого 2019 року у Мехіко в 59-річному віці від дихальної недостатності.

## Вибрана фільмографія
| Рік       |   | Українська назва         | Оригінальна назва        | Роль                        |
| --------- | - | ------------------------ | ------------------------ | --------------------------- |
| 1977      | ф | Бригада в дії            | Brigada en accion        | Грасіела Коломбо            |
| 1979—1980 | с | Багаті теж плачуть       | Los ricos tambien lloran | Джоанна Сміт                |
| 1979      | с | Вероніка                 | Veronica                 | Марія Тереса                |
| 1980      | с | Колоріна                 | Colorina                 | Пеггі                       |
| 1980—1981 | с | Соледад                  | Soledad                  | Консуело Санчес Фуентес     |
| 1982      | с | Кохання ніколи не вмирає | El amor nunca muere      | Сесілія                     |
| 1983—1984 | с | Весілля ненависті        | Bodas de odio            | Магдалена Мендоса           |
| 1985—1986 | с | Єдинокровка              | De pura sangre           | Флоренсія Дуарте Валенсія   |
| 1988—1989 | с | Пов'язані одним ланцюгом | Encadenados              | Каталіна Вальдекасас        |
| 1990—1991 | с | Спіймана                 | Atrapada                 | Каміла Монтеро              |
| 1992      | ф | Чоловік у білому         | El hombre de blanco      | Еріка                       |
| 1995      | с | На одне обличчя          | Bajo un misto rostro     | Ірене Сальвадор Теодоракіс  |
| 1996      | с | Палаючий факел           | La antorcha encendida    | Марія Ігнасія Родрігес      |
| 1997—1998 | с | Вовчиця                  | La chacala               | Делія / Ільда / Ліліана     |
| 2002      | с | Несумісні                | Aqua y aceite            | Джульєтта                   |
| 2008      | ф | Обривки життя            | Retazos de vida          | Рафаела Марті               |
| 2010      | с | Вкрадені життя           | Vidas robadas            | Марія Емілія Ечеверрія Руїс |
| 2011      | ф | Секрет                   | El secreto               | Клодін                      |
| 2013      | с | Шефиня                   | La patrona               | Антонія Герра               |
| 2013      | ф | Бажання                  | Deseo                    | Сеньйора                    |
| 2014      | с | Самозванка               | La impostora             | Ракель Альтаміра            |

## Нагороди та номінації
TVyNovelas Awards:
- 1982 — Номінація на найкращу акторку (Кохання ніколи не вмирає);
- 1984 — Найкраща акторка (Весілля ненависті);
- 1986 — Номінація на найкращу акторку (Єдинокровка);
- 1989 — Найкраща акторка (Пов'язані одним ланцюгом);
- 1996 — Найкраща продюсерська робота (На одне обличчя);
- 1997 — Найкраща теленовела (В полоні пристрасті).

ACE Awards:
- 1998 — Міжнародна жіноча персона (На одне обличчя);
- 1999 — Найкраща продюсерська робота (Асуль Текіла).

Tu Mundo Awards:
- 2013 — Найкращий антигерой (Шефиня) та Найкраща акторка (Шефиня).